# Il serpente (Malerba)
Il serpente è il primo romanzo dello scrittore Luigi Malerba, pubblicato inizialmente nel 1966 con la casa editrice Bompiani e vincitore nello stesso anno del Premio Selezione Campiello.
È stato tradotto in otto lingue.
Secondo la critica, questo romanzo è il più compatto e realistico fra quelli scritti dall'autore negli anni Sessanta, poiché in esso lo sperimentalismo linguistico e formale è meno trasgressivo rispetto al successivo Salto mortale (quest'ultimo facente parte a pieno titolo del gusto estetico del Gruppo 63).

## Trama
Il protagonista-narratore, un commerciante di francobolli dal carattere introverso e sospettoso, per smorzare la noia della sua vita monotona si iscrive ad un corso serale di canto polifonico in cui conosce una ragazza, Miriam, e se ne innamora. I due iniziano una relazione clandestina all'insaputa della moglie di lui e si incontrano quasi sempre in luoghi che sceglie solo il narratore, in particolar modo il retrobottega del suo negozio oppure il parcheggio dell'aeroporto, mentre di Miriam continua a sapere solo il nome, nemmeno il cognome né dove abiti, a parte qualche dettaglio che la ragazza è costretta a tirare fuori dopo le insistenze del partner, rivelazioni che però si rivelano contraddittorie.
Ad un certo punto della narrazione, l'insofferenza del protagonista verso le persone inizia a peggiorare tanto da rendere vittime la moglie, che si scopre non essere mai esistita ma frutto dell'immaginazione del commerciante che si è basato su una vecchia compagnia del liceo per immaginarla, il suo più fedele cliente ed unico amico Baldasseroni, e in particolar modo diventa estremamente paranoico nei riguardi di Miriam, che sospetta lo stia tradendo con vari uomini tra cui lo stesso Baldasseroni e spinge il protagonista a camminare per diverse ore vicino al palazzo dove abita questi.
Il comportamento del commerciante diventa sempre più instabile e possessivo, seppur riconosca la perfidia del suo carattere ma traendone comunque orgoglio: interroga costantemente Miriam su eventi del suo passato, si autoconvince che la ragazza faccia parte, assieme a Baldasseroni, di un'associazione criminale mondiale legata alla filatelia e che vogliano ingannarlo, finché una sera decide di reagire all'occulto complotto che immagina sia contro la sua persona e avvelena, col cianuro di potassio sciolto in un bicchiere d'acqua, Miriam stessa, e decide di fare a pezzi il cadavere e mangiarne delle parti mentre per altre vaga per il Cimitero del Verano alla ricerca di uno spazio libero, non volendoli né gettarle sul Tevere né in qualche lago a nord di Roma, ritenendo come sepoltura non rispettosa nei confronti della ragazza.
Alla fine del romanzo, il protagonista-narratore si reca al commissariato e si autodenuncia del crimine commesso: è ormai chiaro che tutto quello che sta raccontando alla polizia e che ha narrato dall'inizio del romanzo non sia mai accaduto, che probabilmente Miriam non sia mai esistita o che se si trattasse di una persona vera, non abbia mai avuto una relazione col commerciante di francobolli. Il romanzo finisce col protagonista che riflette sul suo bisogno di silenziare ogni rumore attorno a sé, iniziando a ponderare senza rendersene conto l'idea del suicidio e più in generale della morte: il finale aperto però rimette in dubbio nuovamente ogni cosa raccontata sin dalla prima pagina.
(Epilogo del Serpente)